# Jiang Lan
Jiang Lan, född 27 juni 1989, är en friidrottare från Kina. Hon deltog vid olympiska sommarspelen 2008.